# Timoritettix platynotus
Timoritettix platynotus är en insektsart som först beskrevs av Günther, K. 1937.  Timoritettix platynotus ingår i släktet Timoritettix och familjen torngräshoppor. Inga underarter finns listade i Catalogue of Life.